# Turtmänna
Turtmänna är ett vattendrag i Schweiz. Det ligger i den södra delen av landet, 70 km söder om huvudstaden Bern.
I omgivningarna runt Turtmänna växer i huvudsak blandskog. Runt Turtmänna är det glesbefolkat, med 20 invånare per kvadratkilometer.